# Kim Gyu-ri (Schauspielerin, Juni 1979)
Kim Gyu-ri (* 27. Juni 1979 in Seoul) ist eine südkoreanische Schauspielerin. Ihr wirklicher Name lautet Kim Mun-seon.

## Filmografie

### Filme
- 1998: Whispering Corridors (여고괴담 Yeogogoedam)
- 1999: Field Among the Mountains (산전수전 Sanjeon Sujeon)
- 2000: Libera Me (리베라 메)
- 2000: Nightmare (가위 Gawi)
- 2004: Possessed – Besessen (분신사바 Bunshinsaba)
- 2005: Tarzan Park Heung-sook (무등산 타잔, 박흥숙 Mudeungsan Tajan, Bak Heung-suk)
- 2008: My Darling FBI (쉿! 그녀에겐 비밀이에요 Swit! Geunyeoegen Bimilieyo)
- 2013: Where To? (어디로 갈까요?)

### Fernsehserien
- 1994: Yes Sir (신고합니다 Singohamnida, KBS2)
- 1995: LA Arirang (SBS)
- 1997: Because I Love You (SBS)
- 1998: Seoul Tango (SBS)
- 1999: Roses and Bean Sprouts (장미와 콩나물 Jangmi-wa Kongnamul MBC)
- 2000: Popcorn (팝콘, SBS)
- 2000: Medical Center (SBS)
- 2001: Sun-hee and Jin-hee (선희 진희, MBC)
- 2002: Children of Heaven (천국의 아이들 Cheonguk-ui Aideul, KBS2)
- 2004: The Immortal Lee Soon-shin (불멸의 이순신, KBS)
- 2006: Lovers (연인 Yeonin, SBS)
- 2009: Can’t Stop Now (멈출 수 없어 Meomchul Su Eopseo, MBC)
- 2012: Lights and Shadows (빛과 그림자 Bit-gwa Geurimja, MBC)